# Naoko
naoko（なおこ、1977年4月17日、旧姓、および、FMPORTでは、野沢直子）は、日本のラジオパーソナリティ。血液型はO型。株式会社メディア・スタッフ所属。新潟明訓高等学校出身。

## 人物
- 新潟明訓高等学校の同級生に、プロレスラーのマッスル坂井がいる。
- 留学経験を持つ。帰国後、FMPORTのナビゲーターとして活動を開始する。FMPORTの番組では、一貫して『野沢直子』の名前で現在まで活動している。
- 最初はラジオスタッフを希望していたが、面接の時に、「しゃべってみたら？」と言われ、パーソナリティになる。
- 姉はニューヨーク在住ジャズ・ピアニストの野沢美穂。野沢美穂が来日し、FMPORTの『TOWN CROSSING』にゲスト出演した際、姉妹出演している。
- 2010年より、株式会社メディア・スタッフに所属し、フリーでの活動を開始する。
- 新潟県内では結婚の事実を公表していないため、旧姓の「野沢直子」名義のまま活動している (NACK5の『NACK ON TOWN』では既婚である事を公表しており、番組内では「既婚者トーマス」と呼ばれていた)。
- 2014年3月30日の『GOOD MORNING PORT CITY Sunday』の番組内で結婚、そして、生活拠点を湘南に移すことを発表。

## 担当番組
- Radio mixture (FMPORT) (土曜 13:00-17:00)

## 過去の担当番組
- MORNING GATE (FMPORT)
- NACK ON TOWN (NACK5) (月 - 木曜 13:00 - 16:55)
- GOOD MORNING PORT CITY Sunday (FMPORT) (日曜 7:00-11:45、-2014年3月30日)
- 学!!late night! (FMPORT) (月 - 木曜 24:00-25:00、-2014年3月27日)
- 学!!late night!〜あげいん (FMPORT) (金曜 24:00-25:00、-2014年3月28日)